# Chardonnay
Chardonnay (französisch, gesprochen [ʃaʁ.dɔ.nɛ]) ist eine weltweit verbreitete Weißweinsorte mit einem hohen Qualitätspotenzial und Bekanntheitsgrad. Dies ist nicht allein auf ihre geschmacklichen Qualitäten zurückzuführen, sondern auch auf die gute Anpassungsfähigkeit der Rebsorte an verschiedene Standortgegebenheiten. Sie bringt auf unterschiedlichsten Standorten der Welt ansprechende Weinqualitäten.
Weltweit sind ca. 200.000 ha Rebfläche mit Chardonnay bestockt. Damit liegt die Sorte in der Rangliste der meist angebauten Rebsorten auf Platz 5 (2010) nach Cabernet Sauvignon, Merlot, Airén und Tempranillo. Die berühmtesten Chardonnay-Weine wachsen in den französischen Weinbaugebieten von Puligny-Montrachet, Meursault, Corton-Charlemagne und Chablis. Gegen Ende des vorigen Jahrhunderts und am Beginn des 21. Jahrhunderts hat die Sorte eine große Erfolgsgeschichte erfahren.

## Abstammung, Herkunft

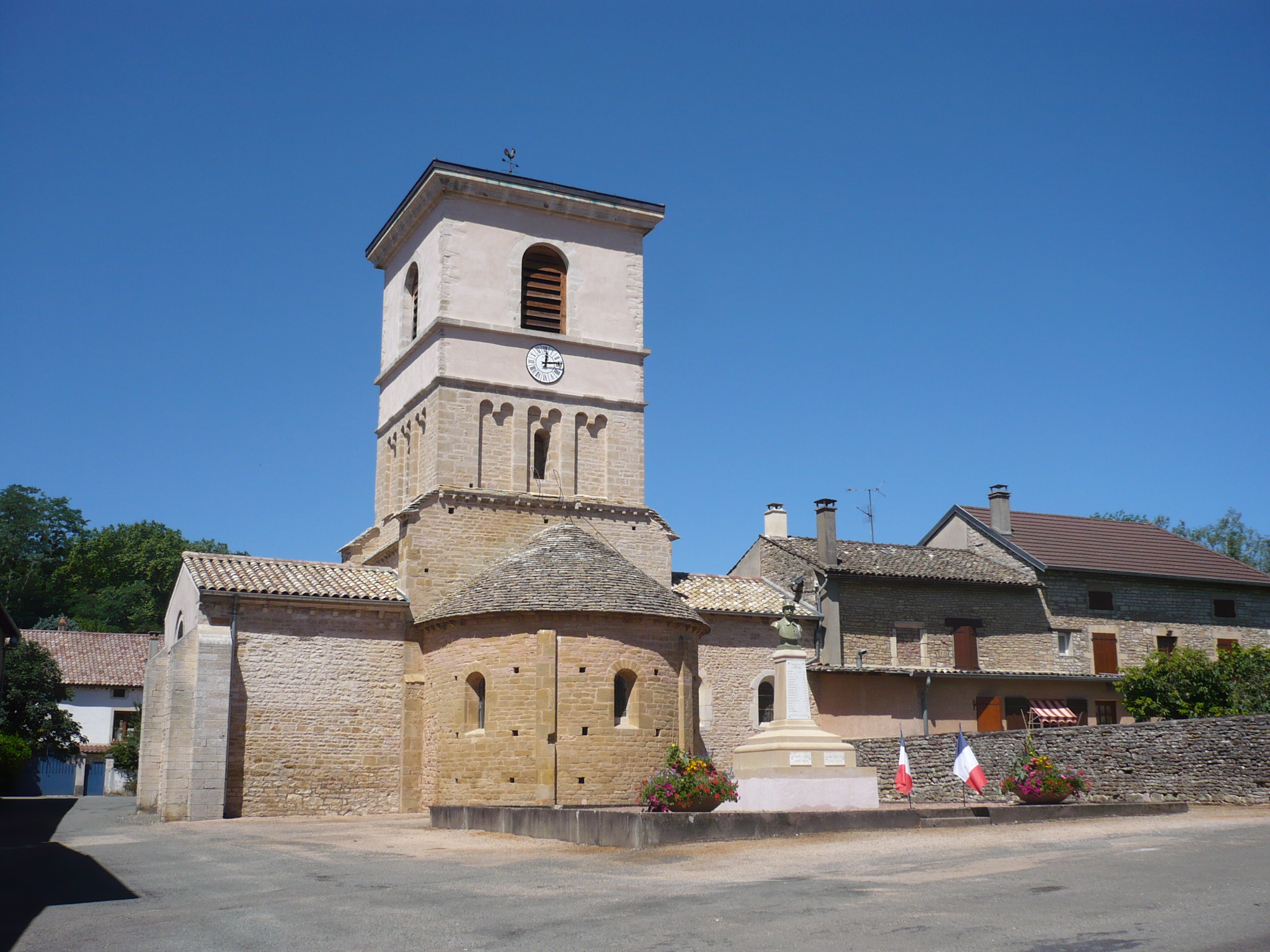
Der Ort „Chardonnay“ ist Namensgeber der Sorte

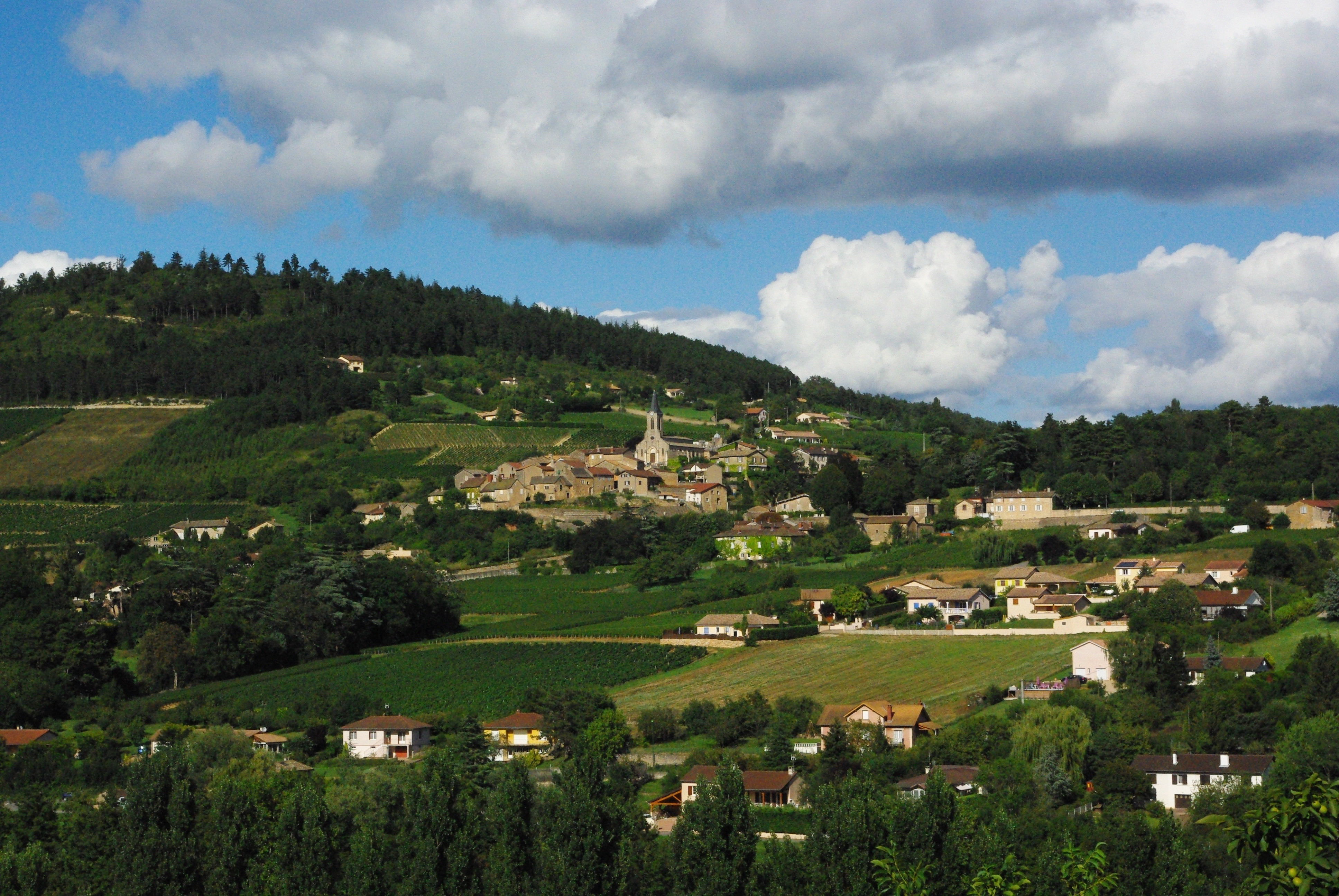
La Roche-Vineuse – erste Namensnennung der Sorte

Chardonnay ist eine natürliche Kreuzung von Gouais Blanc (= Heunisch) und Pinot. Da die genetischen Unterschiede zwischen Pinot Blanc, Pinot Gris und Pinot Noir gering sind, liegt eine genaue Spezifizierung des Pinot-Typs noch nicht vor.
Als Ursprungsgebiet gilt heute das Burgund. Dort gibt es eine kleine Gemeinde mit dem Namen „Chardonnay“, einer von chardon (Französisch für „Distel“) abgeleiteten Ortsbezeichnung. Der Ort war Namensgeber für die Sorte, deren Name auf der Weinbauausstellung 1872 in Lyon festgelegt wurde.
Der früheren Annahme, dass die Sorte von den Kreuzrittern nach Frankreich und von den Benediktinern ins Burgund gebracht und verbreitet wurde, steht entgegen, dass es sich nachweislich um eine natürliche Kreuzung von Pinot und der damals auch schon in Burgund vorhandenen Sorte „Heunisch“, handelt. Die DNA-Untersuchungsergebnisse lassen als Entstehungsort nur Burgund zu.
Die Sorte wurde im Jahre 1583 erstmals unter dem Synonym Beaunois im Departement Saône-et-Loire erwähnt. Die Angabe ist aber nicht sicher, da eventuell die Sorte Aligoté gemeint war. Die früheste zuverlässige Erwähnung von Chardonnay stammt von 1685–1690 aus dem Dorf Saint-Sorlin, dem heutigen La Roche-Vineuse im Département Saône-et-Loire, wo er Chardonnet genannt wurde.
Die Orden der Benediktiner und Zisterzienser verbreiteten die Sorte in ganz Europa.

### Klone
Schon in der zweiten Hälfte des vorigen Jahrhunderts wurde in Frankreich und später in anderen Ländern mit der Klonenselektion begonnen. Heute steht dem Winzer ein weites Spektrum an Klonen zur Verfügung.

### Mutationen
Die Sorte gehört zur Gruppe der Burgundersorten und von diesen ist bekannt, dass sehr häufig Mutationen auftreten. Das gilt auch für Kreuzungen mit Pinot.
Chardonnay Blanc Musque: Eine Mutation vom Chardonnay aus Frankreich. Synonyme: Chardonnay Musque, Chaudenet, Giboudot Blanc, Griset Blanc, Plant Gris, Troyen Blanc. Besitzt ein vordergründiges Muskataroma.
Chardonnay Rose: Farbmutationen sind in Frankreich, Oberitalien (Venetien) und Deutschland (Bergstraße) gefunden worden. Die in Deutschland gefundene Variante wird von der Universität in Geisenheim bearbeitet und ist zum Sortenschutz angemeldet. 2010 wurde bereits ein Weingarten ausgepflanzt. Die Unterschiede von „Chardonnay“ zu „Chardonnay Rose“ sind vergleichbar mit „Weißem Riesling“ zu „Rotem Riesling“.
Chardonnay Blanc Seedless: Ein kernloser Chardonnay aus Australien.

## Ampelografische Sortenmerkmale
Chardonnay ist den Sorten Pinot Blanc und Auxerrois sehr ähnlich. Erst bei genauer Begutachtung sind die Unterschiede erkennbar.
- Die Triebspitze ist offen. Sie ist gelblichgrün wollig behaart, mit karminrotem Anflug. Die gelbgrünen Jungblätter sind anfangs spinnwebig behaart und danach fast unbehaart.
- Die mittelgroßen grünen Blätter sind rundlich, meist ganz oder schwach dreilappig (annähernd gleichseitiges Fünfeck). Nur die Blätter der Geiztriebe sind tief gebuchtet. Die Stielbucht ist U-förmig offen und wird in 95 % der Fälle durch Blattadern (nackte Stielbucht) begrenzt. Das Blatt ist stumpf gezähnt. Die Zähne sind im Vergleich der Rebsorten mittelgroß. Die Blattoberfläche ist leicht blasig.

Unterschiede im Blatt, Stielbucht und Traube von Chardonnay, Pinot Blanc und Auxerrois:

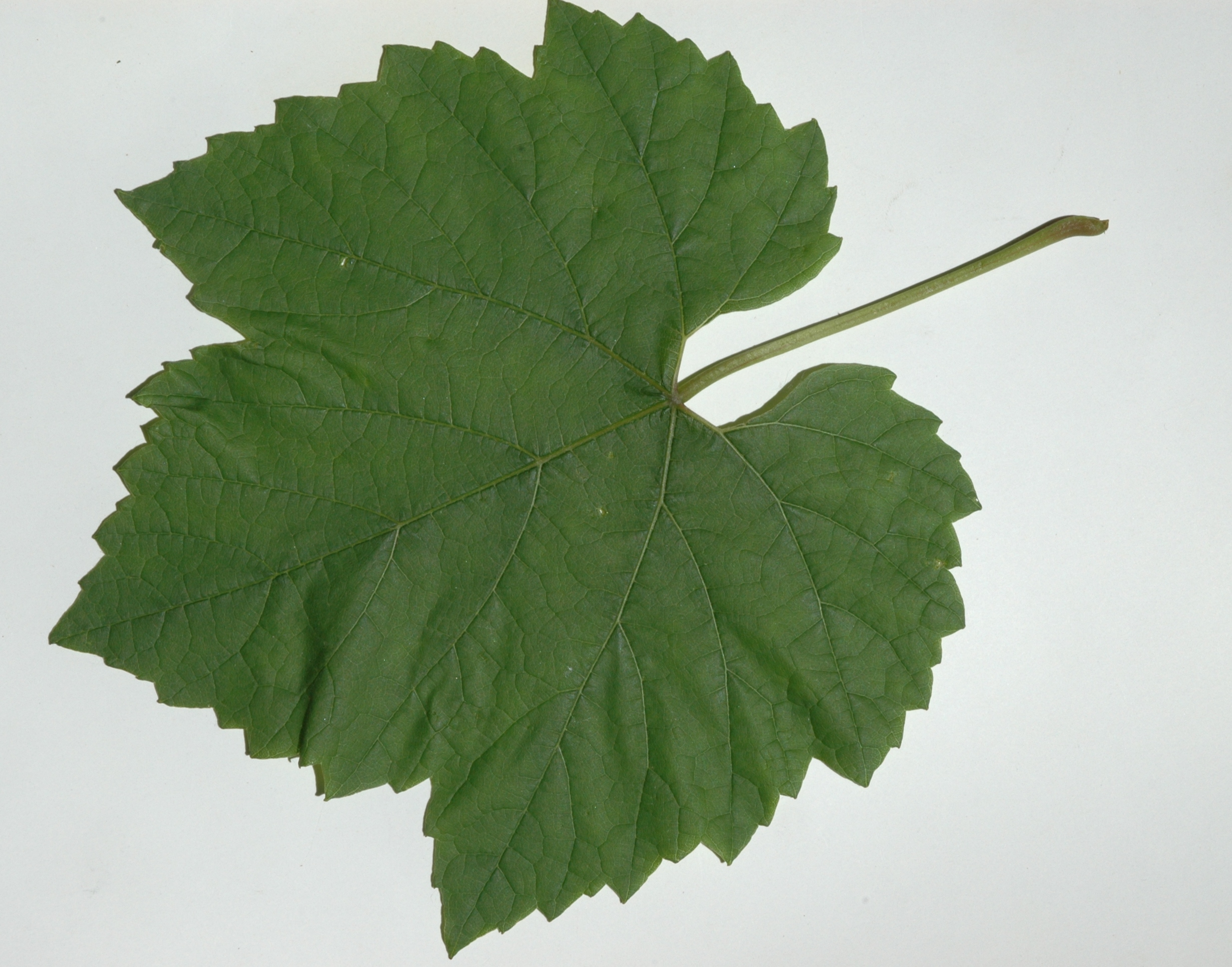
Blatt – Chardonnay
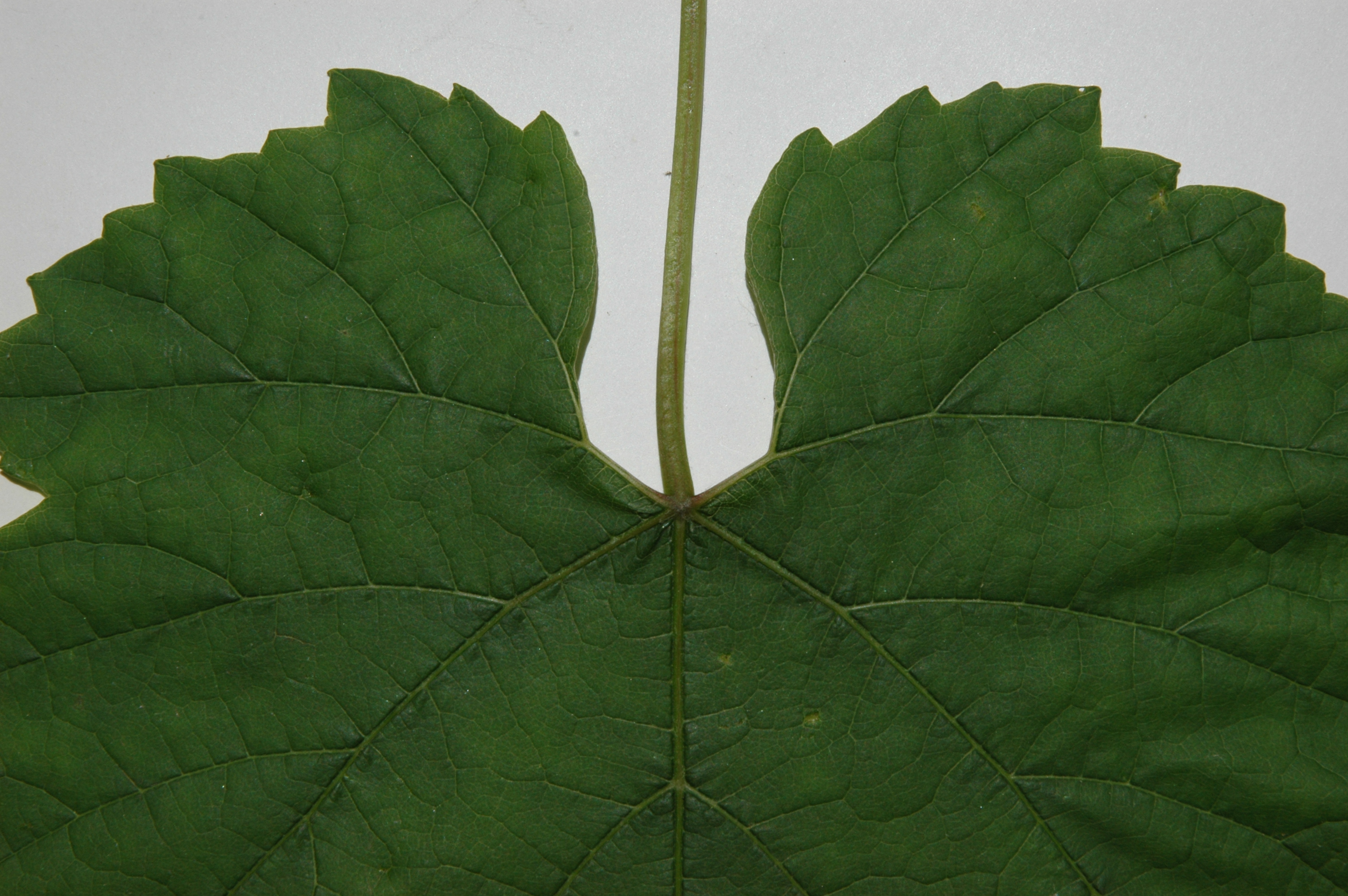
U- bis V-förmig offene und nackte (beidseitig von Nerven begrenzt) Stielbucht von Chardonnay
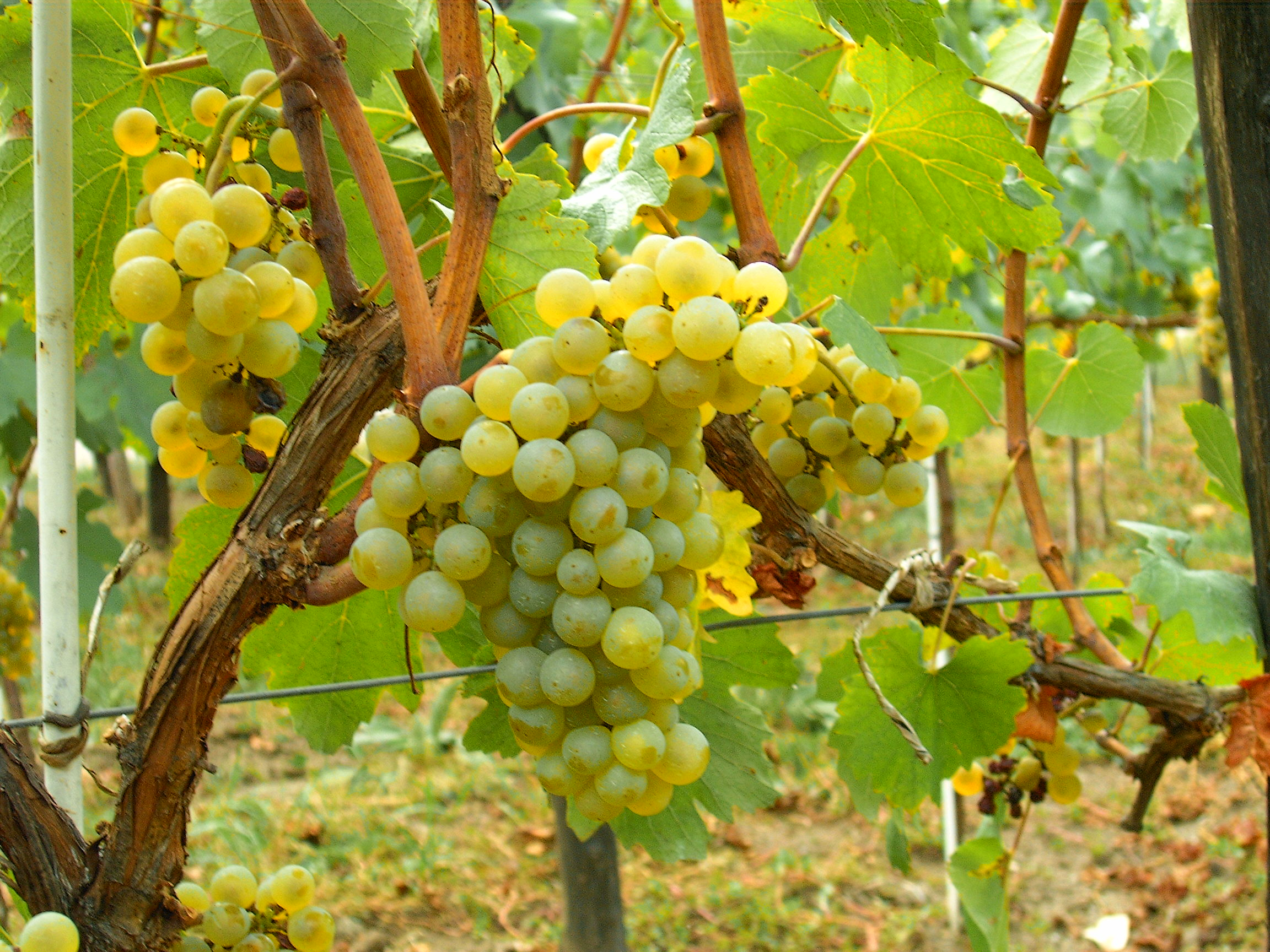
Traube – Chardonnay
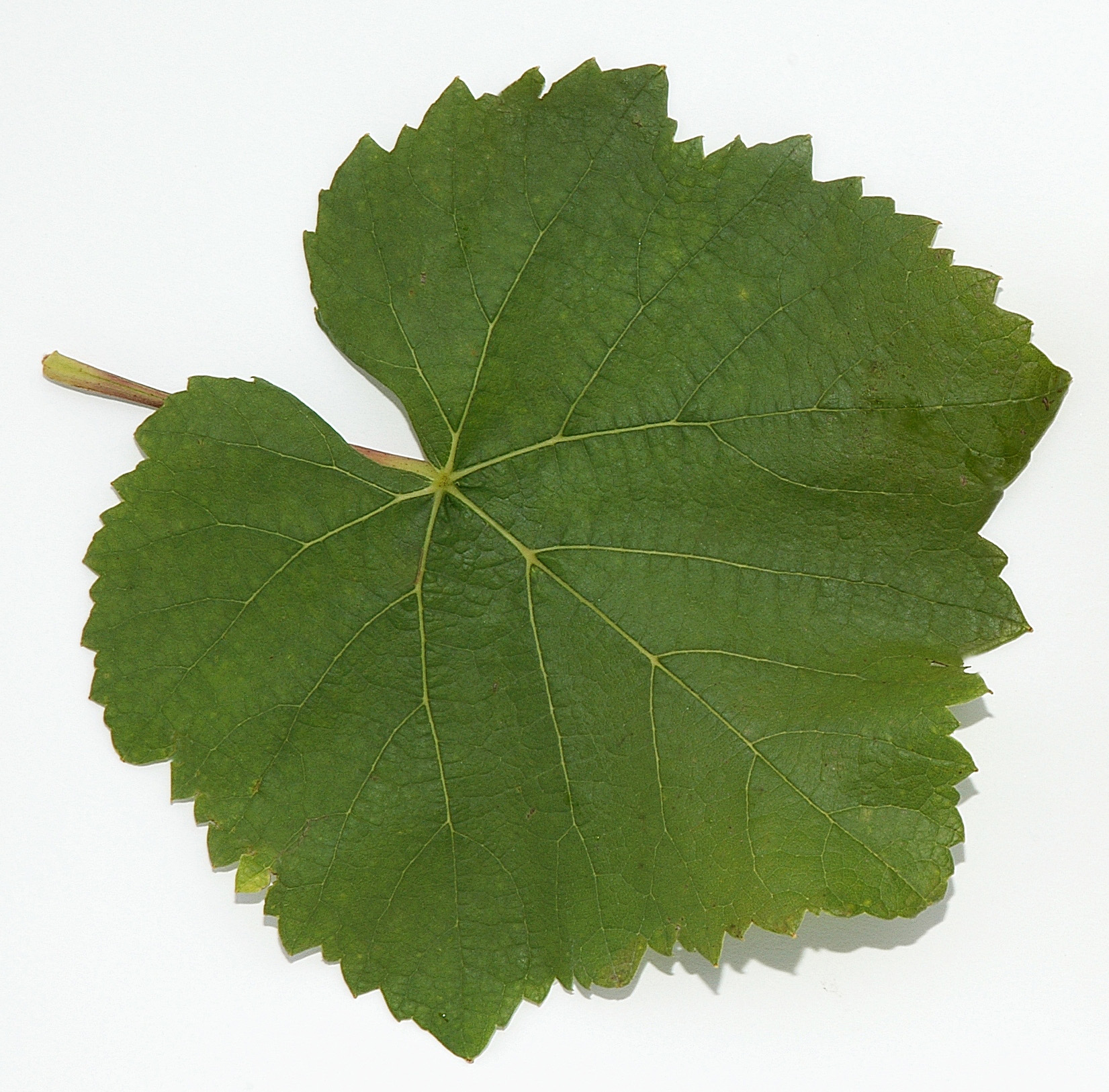
Blatt – Pinot Blanc
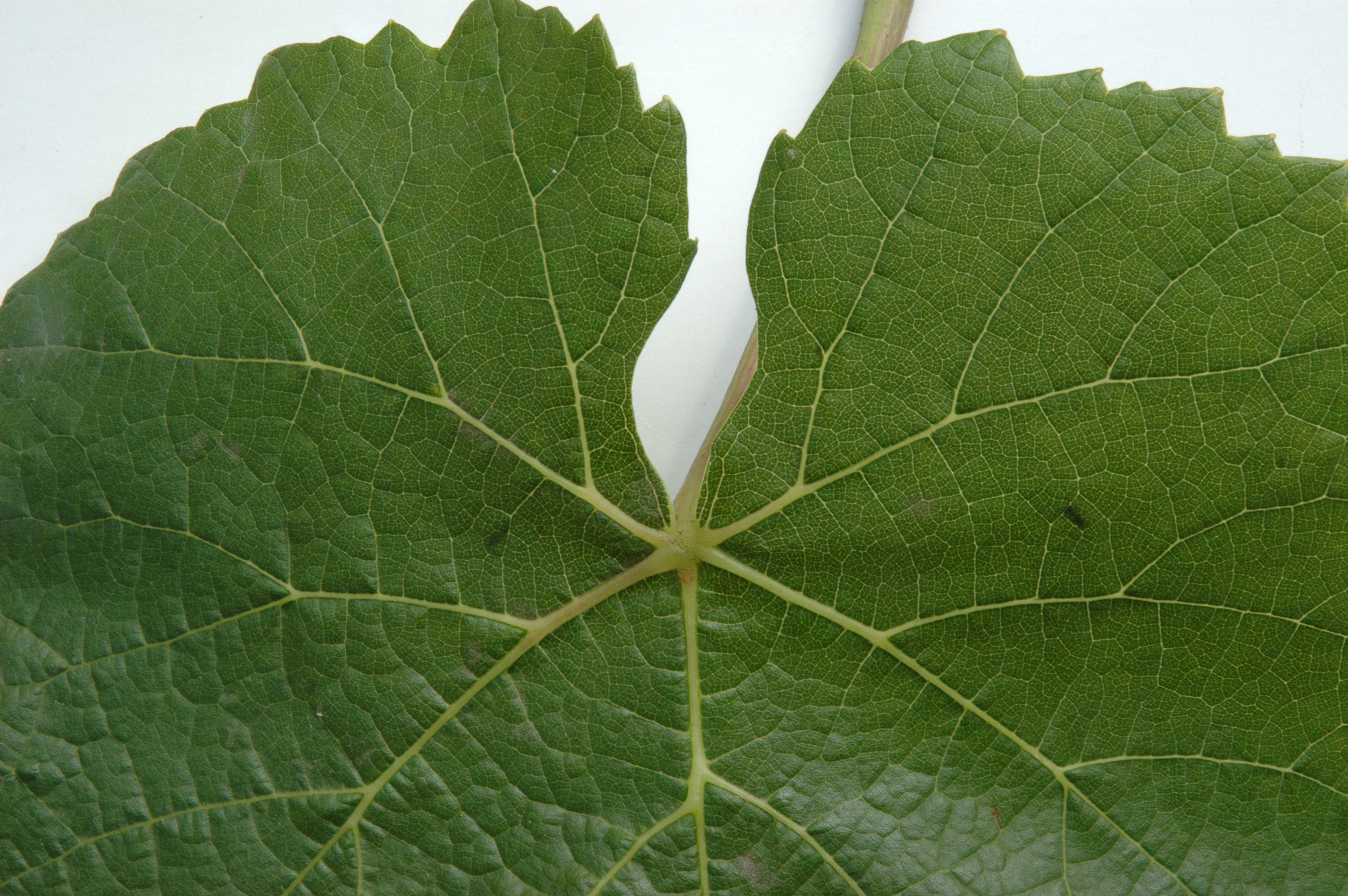
Stielbucht mit V-förmiger Basis und leicht überlappend – Pinot Blanc
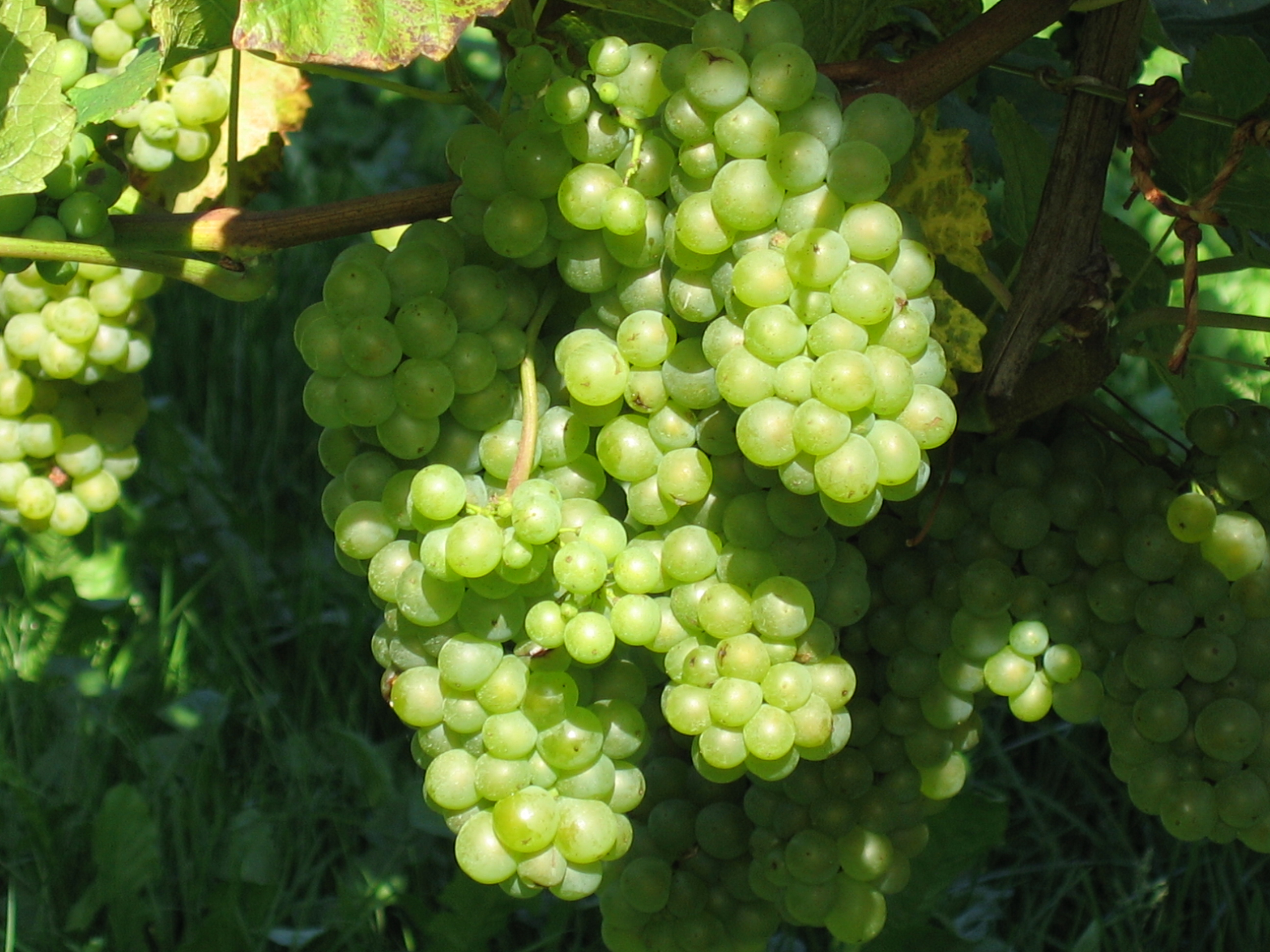
Trauben – Pinot Blanc
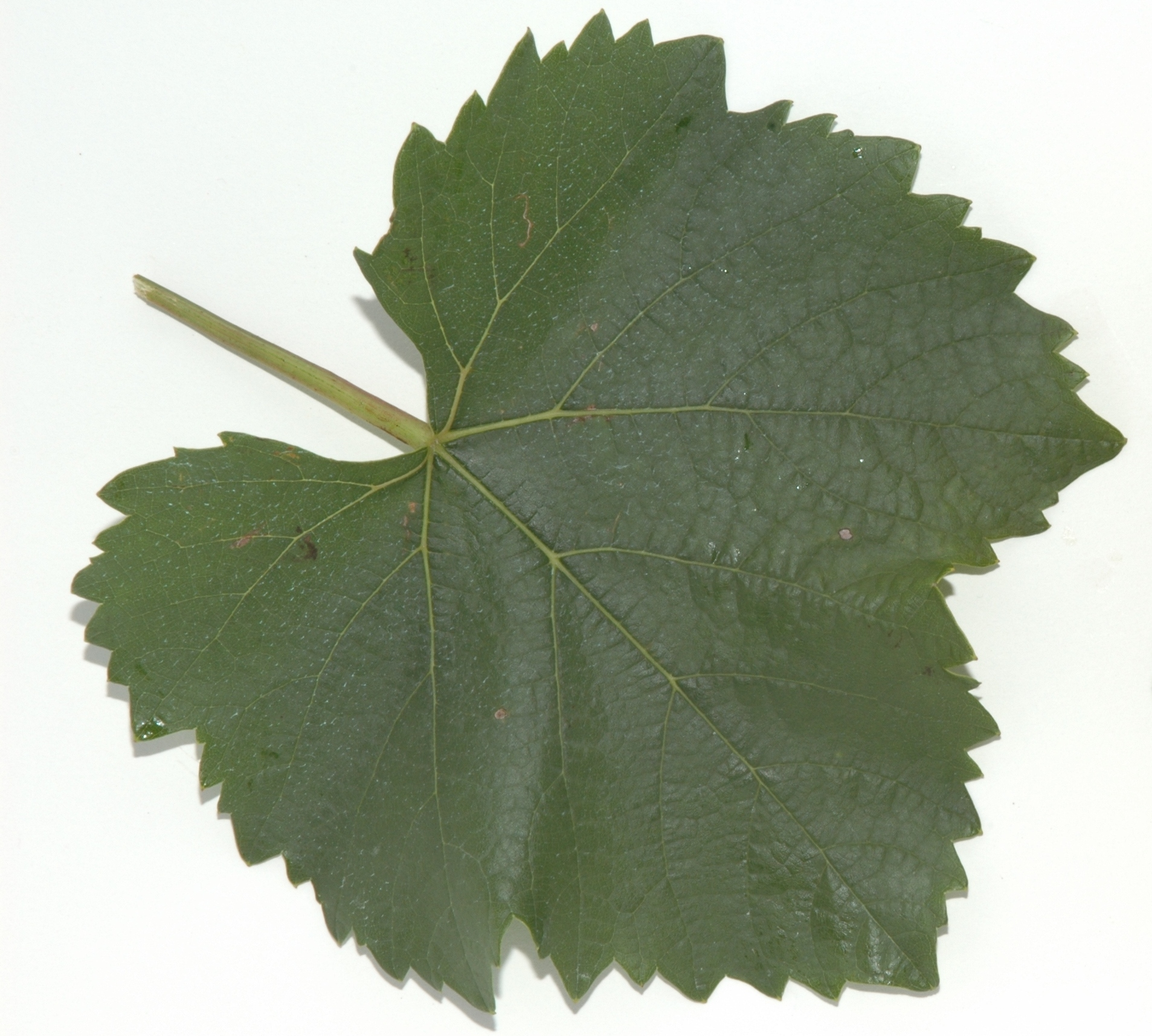
Blatt – Auxerrois
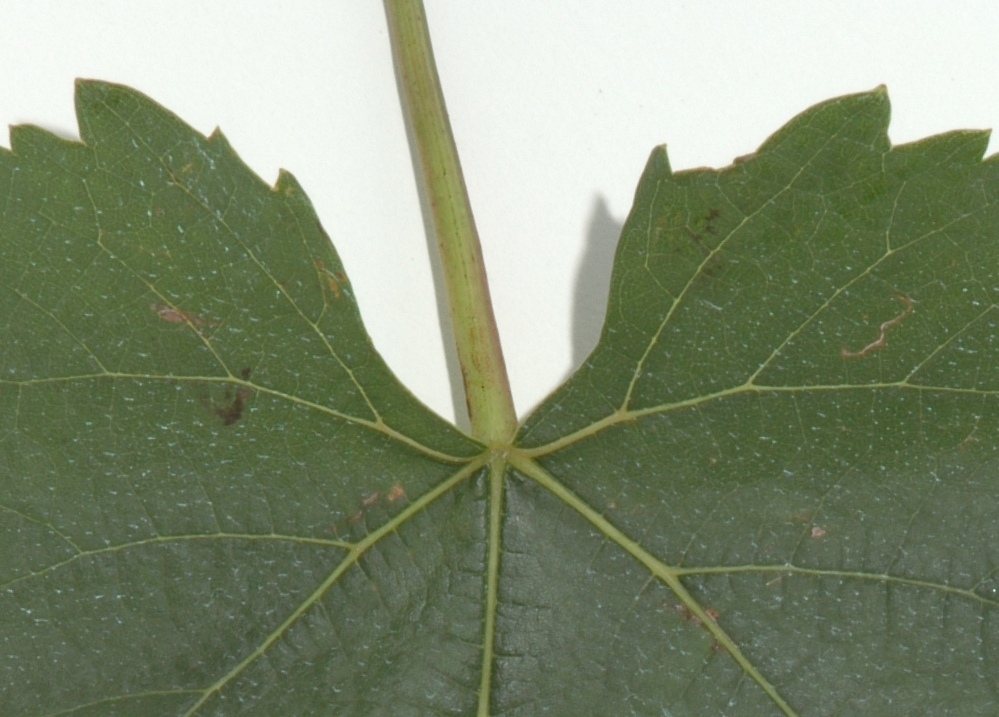
Stielbucht – Auxerrois
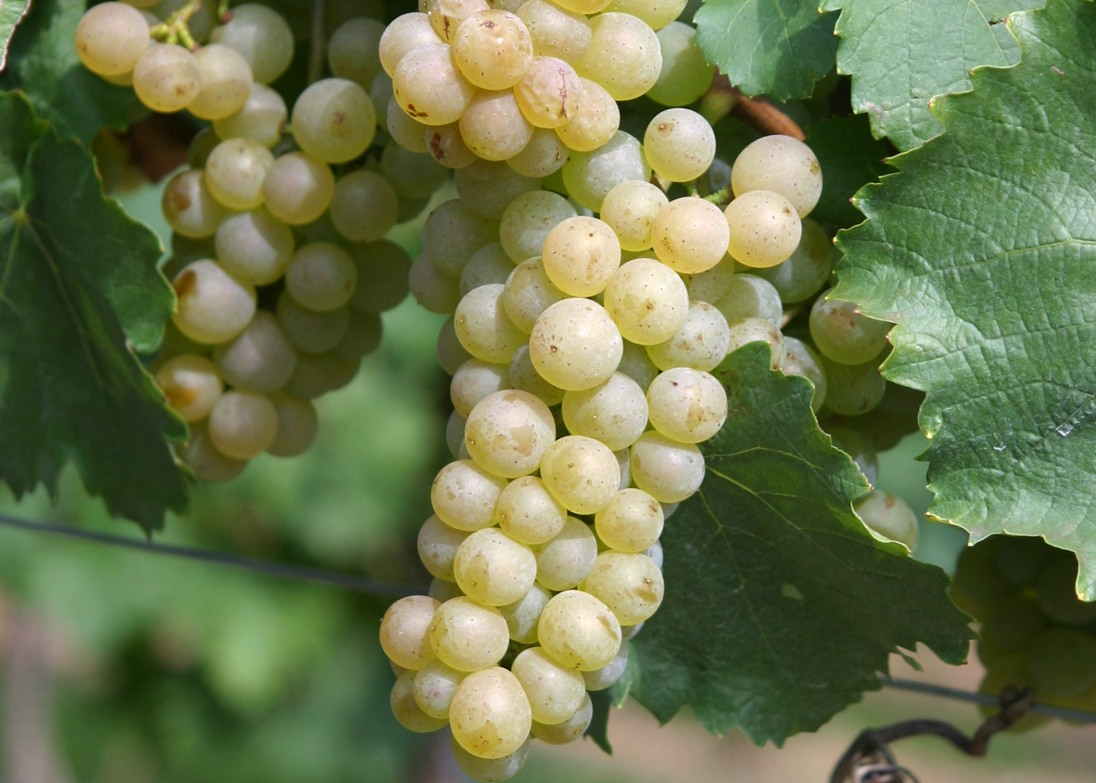
Trauben – Auxerrois

Pierre Galet beschrieb 1958 erstmals das unverwechselbare Merkmal der blattgewebefreien Stielbucht dem Chardonnay zu und trennt ihn hiermit
von Weissburgunder und Auxerrois als eigene Sorte.
- Die walzenförmige Traube ist selten geschultert, mittelgroß und dichtbeerig (aber lockerbeeriger als Pinot Blanc). Die Beeren sind rund bis leicht oval, dünnschalig mit weichem Beerenfleisch und haben eine grüngelbe bis bernsteinerne Farbe.[13][14][15] Bei der Traubenreife sind die Unterschiede zu Weißburgunder erkennbar. Chardonnay reift etwas früher und hat lockere Trauben und die Beerenfarbe ist grüngelb bis bernsteinfarbig. Weißburgunder hat meist dichtere Trauben und Beeren, welche grün bis gelb gefärbt sind. Die Unterschiede sind aber von den verwendeten Klonen abhängig.

Reife: mittel bis mittelspät (früher als Pinot Blanc)

## Eigenschaften
- Chardonnay ist mäßig anfällig gegen Echten Mehltau und Falschen Mehltau, aber anfällig gegen Grauschimmelfäule (aber weniger als Pinot blanc) und Phytoplasmabefall. Ein Phytoplasmenbefall führt zu Vergilbungskrankheiten wie die Goldgelbe Vergilbung (franz.: Flavescence dorée) oder Schwarzholzkrankheit.
- Nachteilig bei der Sorte ist die leichte Blüteempfindlichkeit.
- Von Schädlingen werden die Gescheine und Trauben, im Vergleich zu anderen Sorten, verstärkt vom Traubenwickler befallen.
- Der Rebstock treibt mittelfrüh aus und ist empfindlich gegen Spätfröste, besitzt aber eine gute Winterfrostwiderstandsfähigkeit.

### Ansprüche an den Boden
- Gedeiht besonders gut auf kalkhaltigen bis kalkreichen Boden. Die berühmtesten Chardonnay-Weine wachsen auf den kalkhaltigen Böden von Puligny-Montrachet, Meursault, Corton-Charlemagne und Chablis.
- Der Erfolg dieser Sorte beruht darauf, dass sie auf nahezu jedem Bodentyp ansprechende Qualitäten hervorbringt.
- Die Böden sollen über eine genügende Tiefgründigkeit verfügen – hier ist die Wasserversorgung besser.
- Feuchte und kalkarme Böden sind ungeeignet für Chardonnay.

### Ansprüche an Klima und Lage
- Chardonnay hat eine große Anbaubreite im Vergleich zu anderen Rebsorten.
- An das Klima ist die Sorte gut anpassungsfähig und ist nicht auf die gemäßigten Bedingungen wie im Burgund angewiesen.
- Für eine gute Reife sind gute und warme Lagen Voraussetzung.

## Ertrag

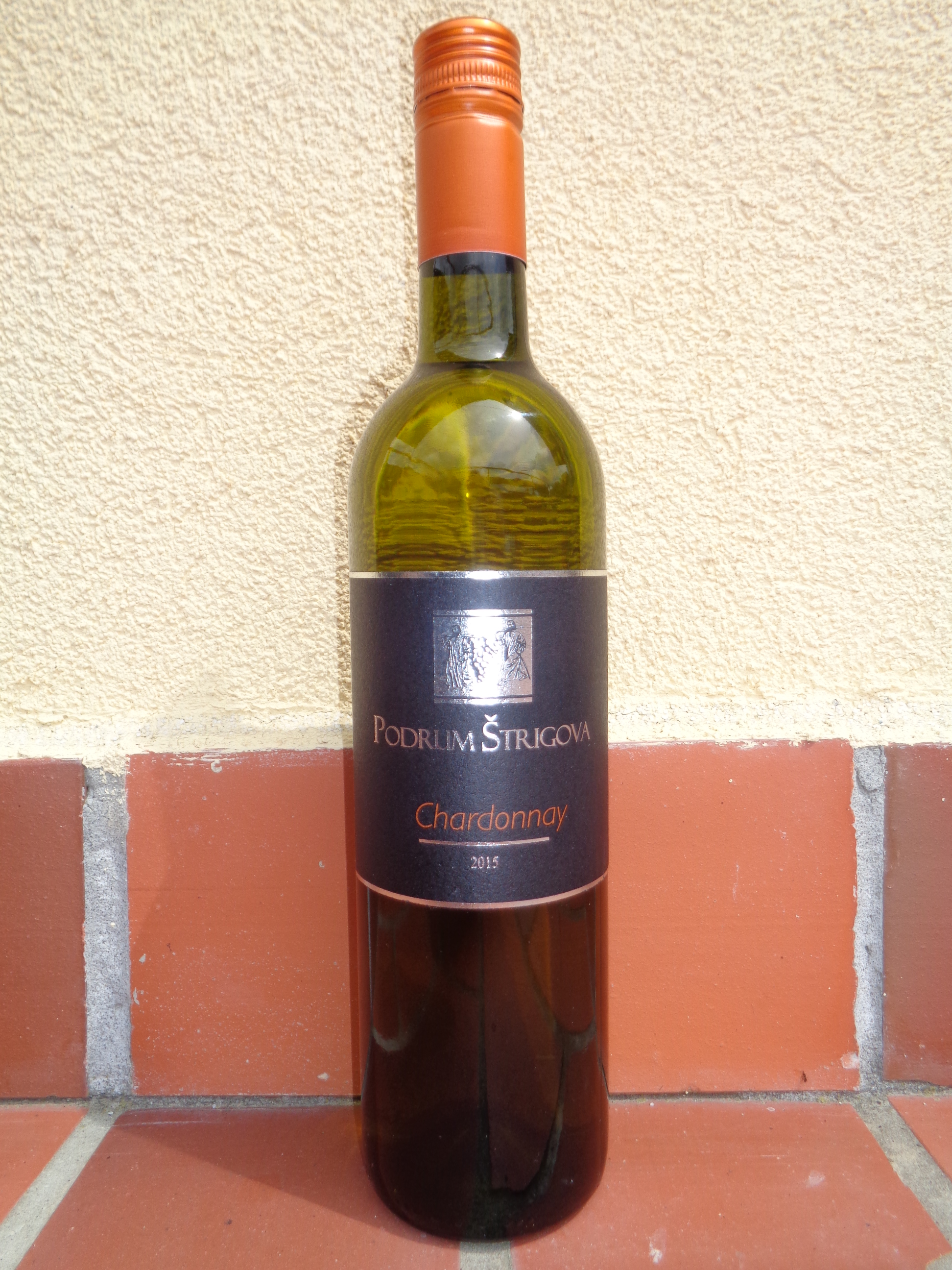
Eine Flasche Chardonnay des Jahrgangs 2015 aus der Gespanschaft Međimurje, Nordkroatien

Bei entsprechenden Standortsgegebenheiten bringt die Sorte mittelhohe und regelmäßige Erträge. Zu hohe Erträge (über ca. 10.000 kg/ha) bedürfen einer Ertragsregulierung, sonst sinkt die Weinqualität.

## Wein
Der Wein zeichnet sich vor allem durch Körperreichtum (hoher Extraktgehalt) aus. Das Aroma ist weniger charakteristisch als das eines Rieslings oder Gewürztraminers und wird daher häufig als neutral bezeichnet. Die beste Weinqualität bringt die Sorte erst bei höherer Reife. Bei ungenügender Traubenreife werden die Weine dünn und grasig. Daher besitzt ein guter Chardonnay stets einen verhältnismäßig hohen Alkoholgehalt von 13 Vol.-% und höher. Als einer von wenigen Weißweinen kann der Chardonnay vom Ausbau in Eichenfässern profitieren. Ein guter Chardonnay lebt von seiner Komplexität, die nur in besonderen Lagen mit kalkreichen Böden entsteht. Je nach Klima und Terroir können aus den Trauben sehr unterschiedliche Weine entstehen.
Bei einer Untersuchung des „Australian Wine Research Institute“ hat man breit gefächerte Geschmackskomponenten festgestellt wie Aromen von Himbeere, Vanille, tropische Früchte, Pfirsich, Tomaten, Tabak, Tee und Rosenblätter.
Weinausbau/Geschmack:
Weltweit wird Chardonnay in verschiedenen Stilrichtungen ausgebaut. Vergoren wird Chardonnay nahezu ausschließlich trocken. Der Bezeichnung „klassischer“ oder „internationaler“ Ausbau werden in der Literatur verschieden verwendet. Gehobene Qualitäten besitzen meist reichlich Alkohol und Extrakt, sie sind stoffig und nachhaltig.
Stillweine:
- Vinifizierung mit oder ohne biologischen Säureabbau.
- Ausbau im kleinen Eichenfass (Barrique): Dieser ist bei der Sorte sehr verbreitet, da sich der Wein dazu gut eignet und an Qualität gewinnen kann. Dafür eignen sich allerdings nur hochwertige Grundweine. Beim Ausbau im Holzfass durchläuft der Wein den biologischen Säureabbau (nicht immer) und wird dabei in der Jugend geschmeidiger. Im Barrique ausgebaut, ergänzen Holzaromen (Vanille, Rauch) die primären Fruchtaromen. Früher waren die Weine oft sehr vom Holz betont. Heute setzt man die Holzaromen durch kürzere Verweildauer in den Barrique bzw. geringere Toasting und Holzherkünfte nur mehr mäßig ein.
- Ausbau im Stahltank: Der Ausbau im Stahltank betont die fruchtigen Noten der Sorte und die Säure tritt prägnanter/mineralischer hervor. Meist wird hier kein biologischer Säureabbau durchgeführt, da sonst die fruchtigen Noten verloren gehen.

Schaumweine:
- Dazu werden fruchtige Weine, vergoren im Stahltank, verwendet. Chardonnay ist die wichtigste Rebsorte für die Herstellung vom Champagner und stellt beim Blanc de Blancs sogar 100 % des Inhalts.

## Verbreitung
Gegen Ende des 20. Jahrhunderts wurde die Sorte (wobei der wohlklingende Name mit entscheidend war) weltweit bekannt und zur Modesorte stilisiert. Bis etwa Mitte der 1990er Jahre waren vollmundige, eichenwürzige sortenreine Weine groß in Mode. Ab dieser Zeit ging der Trend in Richtung eher schlanker, ansprechenderer Weine mit deutlich weniger Barriquenote oder ohne Holzausbau. Um die Jahrtausendwende erreicht die Flächenausweitung der Sorte ihren Höhepunkt. Seitdem vergrößert sich die Anbaufläche – mit Unterschieden in den Ländern – nicht mehr.
Weltweit waren 2016 ca. 202.000 ha Rebfläche mit Chardonnay bestockt. Damit liegt die Sorte in der Rangliste der meist angebauten Rebsorten auf Platz 5 (2016). Nach Airén ist Chardonnay die Weißweinrebsorte mit der zweitgrößten Anbaufläche.
Wegen der großen Ähnlichkeit mit der Sorte Pinot Blanc wurde früher in manchen Ländern bei der Flächenerfassung der Weingärten kein Unterschied zwischen Chardonnay und Pinot Blanc gemacht, sodass statistisches Zahlenmaterial bis in die 1980er Jahre unzuverlässig ist. In Italien beispielsweise wurden erst 1978 ernsthafte Erhebungen begonnen, um den Anteil von Chardonnay in den Weingärten zu bestimmen bzw. vom Pinot Bianco zu trennen. Daher taucht der Chardonnay in italienischen Statistiken erst ab den frühen 1980er Jahren auf. In Österreich wurde beide Sorten noch bis zur Weingartenerhebung 1999 in Summe erfasst. In Deutschland wurde Chardonnay erst 1994 vom Bundessortenamt zum Anbau zugelassen.

### Weltweite Anbaufläche der Sorte Chardonnay (2016)
| Staat                | Rebfläche ha |
| -------------------- | ------------ |
| Frankreich           | 47.451       |
| Vereinigte Staaten   | 41.392       |
| Australien           | 21.321       |
| Italien              | 19.769       |
| Chile                | 11.435       |
| Spanien              | 6.866        |
| Südafrika            | 6.856        |
| Argentinien          | 6.227        |
| Volksrepublik China  | 6.100        |
| Moldau               | 4.133        |
| Russland             | 3.481        |
| Neuseeland           | 3.117        |
| Bulgarien            | 3.087        |
| Ungarn               | 2.464        |
| Rumänien             | 1.878        |
| Österreich           | 1.577        |
| Ukraine              | 1.500        |
| Deutschland          | 1.485        |
| Serbien / Montenegro | 1.455        |
| Kanada               | 1.417        |
| Weltanbaufläche 2016 | 201.650      |

Zum Vergleich: In der Schweiz waren 359 ha mit Chardonnay bestockt.

### Frankreich

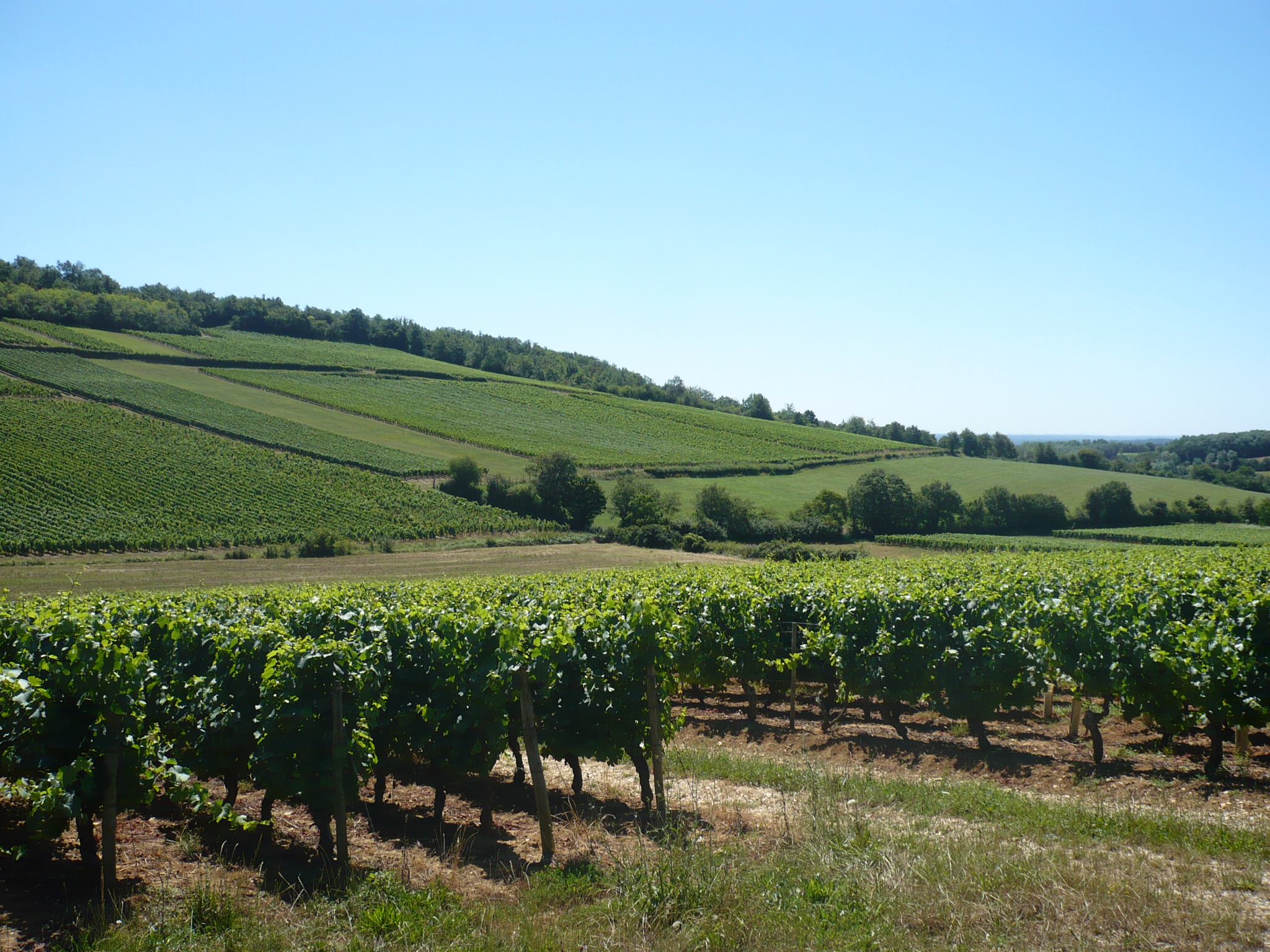
Rebberge in Chardonnay

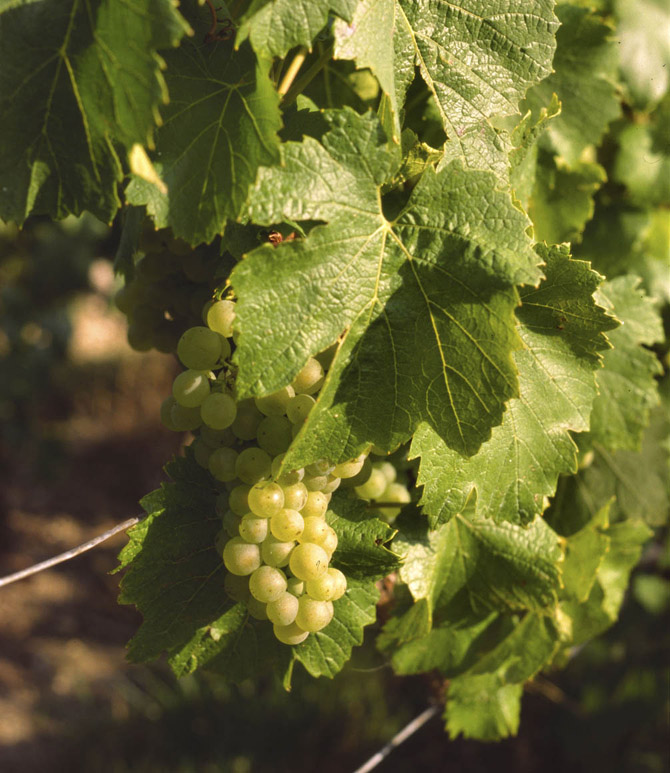
Chardonnay-Traube in der Champagne

In Frankreich sind 45.243 ha mit Chardonnay bepflanzt (Stand 2016). 1958 waren es nur 7325 ha.
Die burgundischen Weißweine von Chablis, Meursault oder Puligny-Montrachet sind reine Chardonnay-Weine. Im Champagner ist Chardonnay durchschnittlich um 30 % enthalten, im Blanc-de-Blancs-Champagner zu 100 %. Hauptsächlich wird die Sorte im Burgund und der Champagne kultiviert. Sie ist hinter Ugni Blanc die zweithäufigste Weißweinsorte in Frankreich.

#### Burgund
Chardonnay ist eine der dominierenden Rebsorten des Burgund, obwohl die bestockte Rebfläche nur etwa einem Drittel der des Spätburgunders (Pinot Noir) entspricht. Neben dem Chablis wird sie überwiegend an der Côte d’Or – dort hauptsächlich an der Côte de Beaune – sowie an der Côte Chalonnaise und im Mâconnais angebaut.
Höchste Qualität erreicht die Rebsorte in den acht Grand Cru Lagen der Côte d’Or, in der sie zum Anbau zugelassen ist. Neben den Lagen Le Montrachet, Criots-Bâtard-Montrachet, Bâtard-Montrachet, Chevalier-Montrachet und Bienvenue-Bâtard-Montrachet wird sie auch in den Toplagen Charlemagne, Corton-Charlemagne und Le Musigny angebaut. Die Weißweine dieser Lagen zählen zu den renommiertesten, teuersten und exklusivsten dieser Welt und galten lange als Vorbild vieler Winzer der neuen Welt. Die Weine haben meist über einen höheren Alkoholgehalt als in den übrigen Lagen des Burgunds, der häufig über 13 Vol.-% liegt und überzeugen durch eine Fülle von Aromen. Die Weine der Grand Cru Lagen benötigen eine mehrjährige Flaschenlagerung zur Entwicklung des typischen Bouquet.
Südlich der Côte d’Or schließen sich die Weinbauregionen der Côte Chalonnaise und des Mâconnais an. Die bedeutendsten Weinbaugemeinden der Côte Chalonnaise sind Mercurey, Montagny-lès-Buxy und Rully. Die besten Erzeuger erzielen dort Qualitäten, die denen der Côte de Beaune nur wenig nachstehen. Die wichtigsten Weinbaugemeinden des Mâconnais liegen nur unweit der Stadt Mâcon. Bedeutendste Appelation dieser Region ist die international bekannte Herkunftsbezeichnung Pouilly-Fuissé. Die Reben wachsen dort zu Füßen der Felsenklippen von Solutré und Vergisson, die das Ende eines Kalkstein-Plateaus markieren, auf dem alle Burgunder mit Ausnahme des Beaujolais wachsen. Die Weine von Pouilly-Fuissé fanden lange Zeit reißenden Absatz in den Vereinigten Staaten. Die daraus resultierende Mangelsituation führte zu einem Preisniveau, das sich dem der Grand Cru Weine der Côte d’Or näherte. Einfache Mâcon-Weine sollten binnen 2–3 Jahre nach der Ernte getrunken werden, da sie ansonsten ihren fruchtig-frischen Charakter verlieren. Dieser Weintypus galt den großen Massenerzeugern in Südafrika, Argentinien und Kalifornien als Vorbild ihrer eigenen Produkte.

#### Chablis

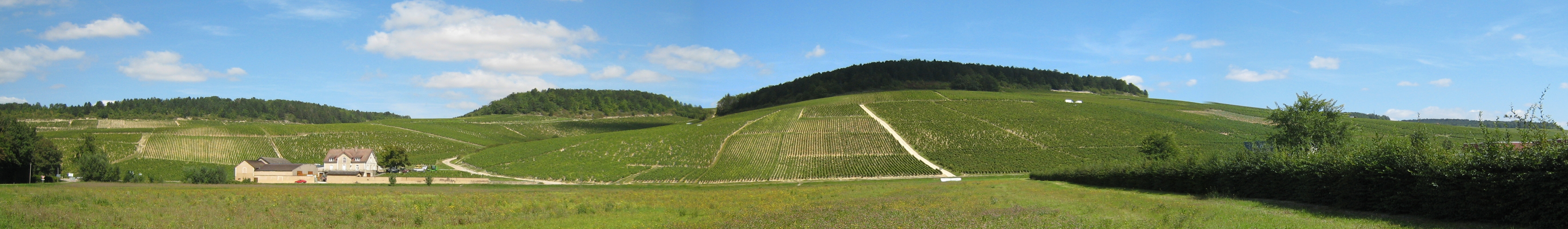
Die Grand Cru Weinlagen von Chablis. Von links nach rechts – Les Preuses, Vaudésir, Les Grenouilles (in der Nähe des Hauses, der Moulin des Croix), Valmur, Les Clos, Blanchot sowie jenseits des Tals Vallée de Brechain, die Premier Cru Lage Montée de Tonnerre.

Der Chardonnay ist die einzig zugelassene Rebsorte des sortenrein ausgebauten Chablis. Der Name war insbesondere in den 1970er und 1980er Jahren sehr bekannt und galt in dieser Zeit als Synonym eines trocken ausgebauten Weißweins. Vor der Einführung des Markenschutzes für den Namen Chablis bedienten sich insbesondere australische und kalifornische Winzer dieses Namens auf dem Flaschenetikett, um mit dem griffigen Namen ihre trockenen Weißweine selbst anderer Rebsorten zu vermarkten.
Das Weinbaugebiet Chablis mit dem Status einer geschützten Herkunftsbezeichnung, befindet sich am Rand des Pariser Beckens. Durch Verwerfungen sind an dieser Stelle die Böden des Erdzeitalters Kimmeridgium aufgeschlossen. Im Kalkgestein des Kimmeridgium befinden sich zahlreiche Einschlüsse versteinerter Muscheln.
Höchste Qualitäten werden in den sieben Grand-Cru-Lagen des Chablis erzeugt. Die Lagen Blanchots, Bougros, Les Clos, Grenouilles, Preuses, Valmur und Vaudésir befinden sich unweit des Städtchens Chablis in Hanglage über dem Fluss Serein. Eine Besonderheit dieser vom Bodentypus und vom Mikroklima begünstigten Lagen liegt im Ausbilden des „goût de pierre à fusil“, eines Aromas vom Feuerstein.
Ein weiteres Charakteristikum des Weinbaugebiets ist seine nördliche Lage mit einem kühlen Weinbauklima. Dieses Klima erhält dem Chardonnay eine ausgeprägte Säure, die der Winzer meist zugunsten der Fruchtigkeit im Wein belässt. Die Weine werden daher meist im Edelstahltank ausgebaut und durchlaufen nicht die malolaktische Gärung. Die stahlige Säure, die stark vom vergleichsweise hohen Anteil der Äpfelsäure bestimmt wird, ist einer der Markenzeichen des Chablis und verleiht dem Weißwein eine gute Langlebigkeit.

#### Champagne

Weinberge im Tal der Marne bei Bonneil

Die Weingärten der Champagne liegen zwischen 48° und 49,5° nördlicher Breite an der Nordgrenze des französischen Weinbaus. Das Klima ist semi-kontinental mit ozeanischen Einflüssen. Im Anbaugebiet Champagne ist der Chardonnay neben den Pinot Noir und Pinot Meunier eine der drei wichtigen Rebsorten. Der Großteil der Rebfläche befindet sich in den Départements von Aube und Marne. Zusammen mit dem nahegelegenen Chablis steht hier nahezu die Hälfte der mit Chardonnay bepflanzten Anbaufläche Frankreichs.
Insbesondere die Kalksteinböden der Côte des Blancs entlang der Marne eignen sich hervorragend zum Anbau dieser Sorte. Die Belemnit-Kreide aus der Oberen Kreidezeit findet sich im Herzen des Anbaugebietes zwischen der Montagne de Reims und der Côte des Blancs. Der Boden speichert die Feuchtigkeit sehr gut, leitet aber überschüssiges Wasser ebenso gut nach unten ab. Die bedeutendsten Weinbaugemeinden der Côte des Blancs sind Avize, Cramant und Le Mesnil-sur-Oger. Während die Rebflächen in Avize vergleichsweise leichte Weine hervorbringen, kommen aus Cramant die aromatischsten Grundweine der Côte des Blancs. In Le Mesnil-sur-Oger ist der Säuregehalt in der Regel höher als in den umliegenden Gemeinden. In dieser Region entstehen auch die meisten Blanc de Blancs Champagner, also Schaumweine die ausschließlich aus weißen Trauben hergestellt werden. Die Grundweine aus Chardonnay bringen Finesse in den Cuvee, sofern auch Beeren von Pinot Noir und/oder Pinot Meunier verwendet werden.

#### Andere Regionen Frankreichs
Neben den bereits genannten Region im Norden Frankreichs verfügt die Weinbauregion Languedoc über die größten Chardonnay-Bestände. Ursprünglich wurde der Chardonnay fast ausschließlich im Umfeld der Stadt Limoux angebaut. Zusammen mit der Leitsorte Mauzac ist die Sorte ein wichtiger Bestandteil des Schaumweins Blanquette de Limoux. Gleiches gilt für den Crémant de Limoux.
Mittlerweile geht ein bedeutender Teil der auf mehr als 9000 ha angebauten Sorte in den populären Vin de Pays d’Oc. Ziel bei der Schaffung dieses Landweins war es, sortenreine Weine international bekannter Rebsorten in ausreichend großen Mengen erzeugen zu können.
Im Anbaugebiet Jura findet der Chardonnay Eingang in den Appellationen Arbois, Côtes du Jura und L’Étoile sowie im Schaumwein Crémant du Jura. Im auf gleicher geographischer Höhe wie das Burgund gelegenen Jura wird der Chardonnay häufig mit dem Savagnin verschnitten.

### Vereinigte Staaten
Kalifornien ist das zweitgrößte Anbaugebiet von Chardonnay. 40.846 ha Rebland sind mit dieser Rebsorte bepflanzt. Fast die Hälfte der kalifornischen Bestände ist in den Countys Sonoma, Napa sowie Monterey konzentriert. Neben Kalifornien spielen noch die Bundesstaaten Oregon und Washington eine Rolle.

#### Kalifornien

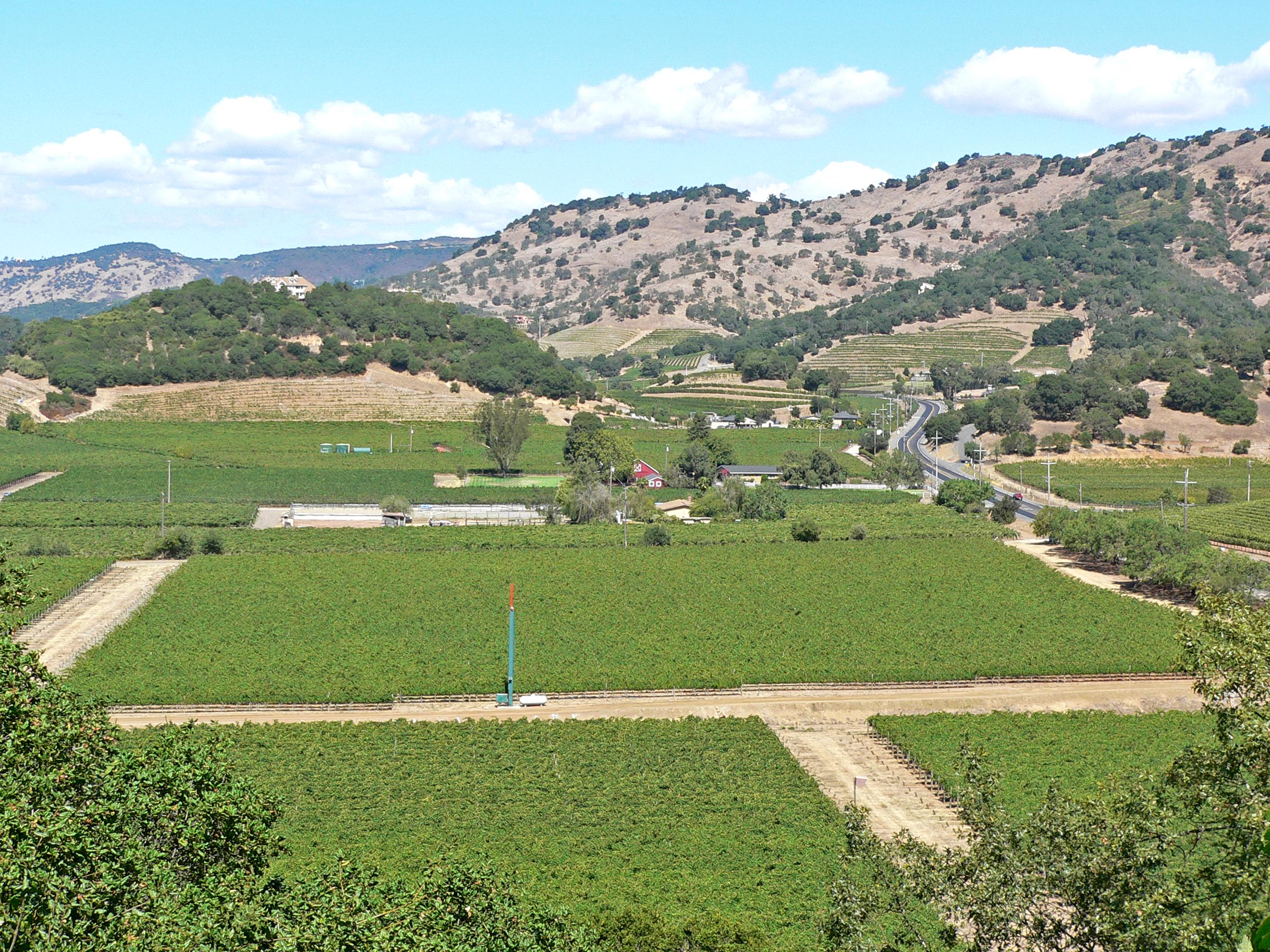
Weingärten im Napa Valley

Erste Anzeichen eines erfolgreichen Anbaus des Chardonnay in Kalifornien kamen aus einer Region, die heute der Herkunftsbezeichnung Livermore Valley AVA entspricht. Dem Weingut Wente Vineyards kam dabei das Verdienst zu, einen den klimatischen Bedingungen der Region geeigneten Klon zu selektieren. Der von Ernest Wente züchterisch bearbeitete Klon (Klon 4 oder Wente-Klon genannt) wird seit den 1940er Jahren erfolgreich eingesetzt.
Der ehemalige US-amerikanische Botschafter in Rom, James D. Zellerbach erwarb 1948 etwa 80 ha Land in den Mayacamas Mountains. Zellerbachs Ziel war es, Pinot Noir und Chardonnay nach dem Vorbild großer Burgunder auszubauen. 1953 legte er seinen ersten, nur 1,5 ha großen Weinberg an und benannte sein Weingut Hanzell Winery. Die seit 1957 vermarkteten Weine hatten großen Erfolg. Andere Winzer der Region eiferten Zellerbach nach und pflanzten ebenfalls die Burgundersorten. Internationale Anerkennung erfuhren die Chardonnay-Weine Kaliforniens in einer legendären Weinprobe des Jahres 1976, die unter dem Namen Weinjury von Paris bekannt wurde. In dieser Blindverkostung mit einer vorrangig aus Amerikanern und Franzosen besetzten Jury wurden im Bereich der Weißweine Burgunderweine und Chablis der Extraklasse mit den besten Erzeugern Kaliforniens verglichen. Als Sieger ging ein Wein des kalifornischen Weinguts Château Montelena hervor. Mit dem Urteil der Weinjury von Paris wurde die bis dahin kaum angezweifelte Vormachtstellung französischer Qualitätsweine erstmals öffentlichkeitswirksam in Frage gestellt. Als Konsequenz stieg die Nachfrage nach kalifornischem Wein deutlich an. Bereits 1988 lag die bestockte Rebfläche Kaliforniens gleichauf mit Frankreich. Mit etwa 41.000 ha im Jahr 2016 stellt der US-Bundesstaat ein Viertel des weltweiten Chardonnay-Bestands.
Während zunächst die Erzielung eines Burgunderstils Ziel der führenden Winzer war, entwickelte sich schnell ein eigenständiger kalifornischer Weinstil heraus. Das Klima ermöglicht ein zuverlässiges Erreichen der Vollreife. Die dabei gebildeten Aromen sowie das höhere Mostgewicht schafft vollmundige Weine, die einen Ausbau im kleinen Eichenfass erlauben. In den letzten Jahren ging der Trend weg von den sehr hohen Alkoholgraden. Mit dem Einsatz neuer Technologien wie der Umkehrosmose sowie der Schleuderkegelkolonne (englisch Spinning Cone Column) versuchen einige Weinhäuser, überschüssigen Alkohol aus dem Wein herauszuholen und den Alkoholgehalt auf 12,5–14 Vol.-% zu begrenzen. Die erwähnten Technologien sind sehr kostenintensiv.
Als Weinbauregionen mit hohem Qualitätspotenzial haben sich die Herkunftsbezeichnungen (in den Vereinigten Staaten American Viticultural Area oder kurz AVA genannt) Alexander Valley, Los Carneros, Santa Maria Valley, Russian River Valley sowie Teile des Sonoma Countys hervorgetan. Diesen Weinbaugebieten ist gemein, dass sie von der kühlenden Wirkung morgendlicher Nebel des nahegelegenen Pazifik profitieren. Dadurch verlängert sich der Reifeprozess und ermöglicht den Beeren, mehr Extrakt zu bilden.
Im kalifornische Längstal befinden sich riesige Rebflächen, deren Trauben der Erzeugung preiswerter Massenweine dienen. Durch eine frühe Lese können in den kühleren Lagen Kaliforniens auch Beeren gelesen werden, die zur Erzeugung qualitativ guter Schaumweine geeignet sind. Führende Champagnerhäuser wie Bollinger, Louis Roederer, Moët & Chandon oder auch Taittinger verfügen über eigene Weingüter oder über bedeutende Beteiligungen in der Region.

#### Andere US-Bundesstaaten
Das Klima des im Vergleich zu Kalifornien weiter nördlich gelegenen Bundesstaat Washington (→ Weinbau in Washington) begünstigt meist fruchtbetonte Weißweine. Spätestens seit dem Jahr 2000 ist der Chardonnay die flächenmäßig wichtigste Qualitätsrebsorte Washingtons. Die Winzer verwenden Rebmaterial, welches von der Universität in Davis selektiert wurde. Im Gegensatz zu den klassischen Klonen des Burgunds, setzt man in Davis auf etwas später reifende Klone. Die längere Reifezeit erhöht die Aromaausbeute der Rebe und sorgt dafür, dass das Traubenmaterial eine ausreichend Säure behält.
Die Chardonnay-Weine aus Washington verfügen über ein gut ausgeprägtes Apfelaroma, das in der US-Literatur den Apfelsorten Golden Delicious, Fuji, Gala oder Jonathan ähnlich ist.
Im kühleren Klima von Oregon verwenden die Winzer, wegen der kürzeren Vegetationsperiode, die frühreifenden Klone des Burgunds.

### Australien

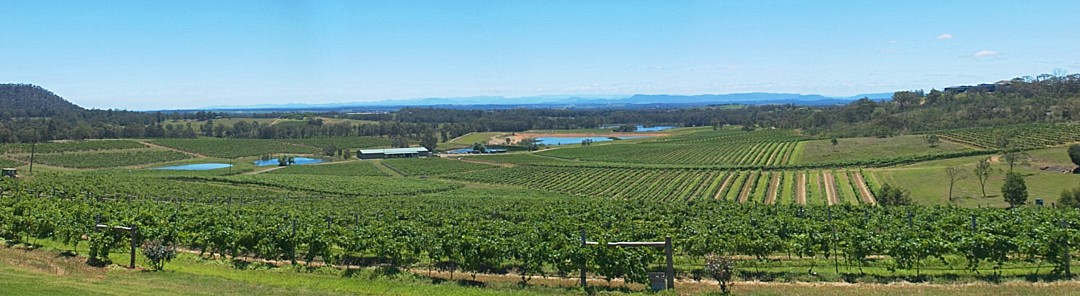
Weinberg im Hunter Valley

In Australien wird der Chardonnay sehr erfolgreich angebaut – 2016 gab es 21.321 ha. Die Rebsorte wurde 1832 von James Busby eingeführt. Das Hunter Valley, kultiviert neben Shiraz auch Chardonnay.

### Italien
2016 waren in Italien knapp 20.000 ha Rebfläche mit Chardonnay bestockt. Die größten Bestände stehen in den Anbaugebieten Friaul, Südtirol (Alto Adige), Trentino sowie Veneto. Der Anbau von Chardonnay hat insbesondere in Alpennähe Tradition, wurde aber bis in die späten 1970er Jahre nicht wahrgenommen. Bis in die 1980er Jahre liefen diese Weine jedoch unter der Bezeichnung Pinot bianco. Große Bestände standen gemeinsam im Gemischten Satz. Da eines der Unterscheidungsmerkmale die Beerenfarbe bei Vollreife ist, kannte man in Südtirol sowohl den Pinot Blanc als auch den Gelben Weißburgunder  der in Wahrheit der Chardonnay ist. 1982 wurde in einer offiziellen landwirtschaftlichen Erhebung nicht ein einziger Hektar Chardonnay erwähnt. 1990 wurden aber schon 6.000 ha festgestellt.
Die Rebsorte wird auch heute noch viel im Verschnitt mit verschiedenen Sorten wie Albana, Catarratto Bianco comune, Catarratto Bianco lucido, Cortese, Erbaluce, Favorita, Garganega, Grecanico Dorato, Nuragus, Procanico, Ribolla Gialla, Verdeca, Vermentino und Viognier verwendet.

### Chile
Die Anbaufläche in Chile betrug 2016 11.435 ha.

### Südafrika
Die Anbaufläche in Südafrika betrug 2016 6.856 ha.

### Argentinien

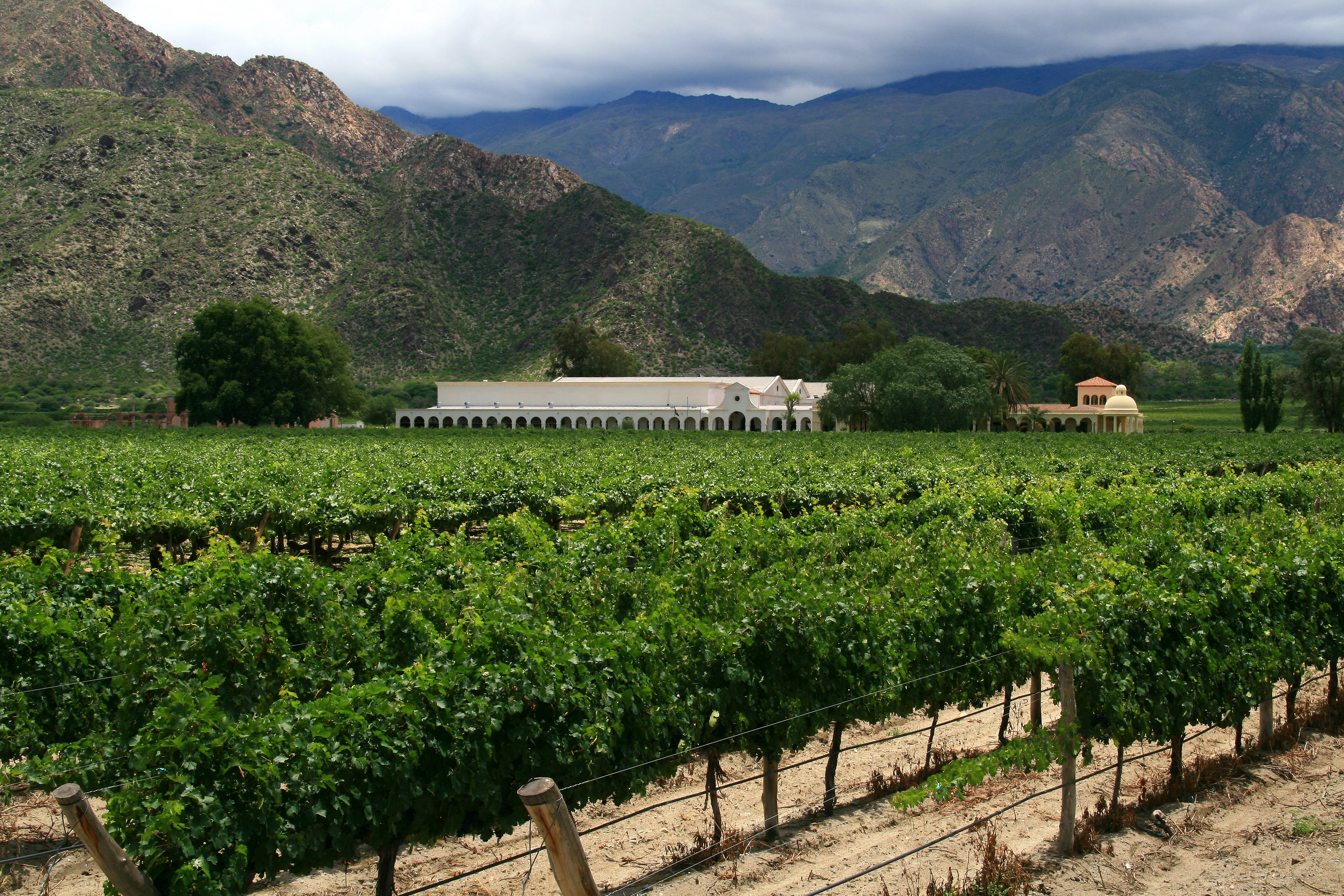
Vineyards in Valles Calchaquíes, Cafayate, Salta (Stadt) in Argentinien.

Argentinien hatte 2016 6.227 ha Chardonnay, überwiegend im Gebiet Mendoza.

### Moldau
Die Anbaufläche in der Republik Moldau betrug 2016 4.133 ha. In der Zeit als Moldau noch Teil der Sowjetrepublik war, wurde der Großteil der Weinernte zur Schaumweinerzeugung verwendet. Mittlerweile werden auch sortenreine Chardonnay-Weine erzeugt.

### Neuseeland

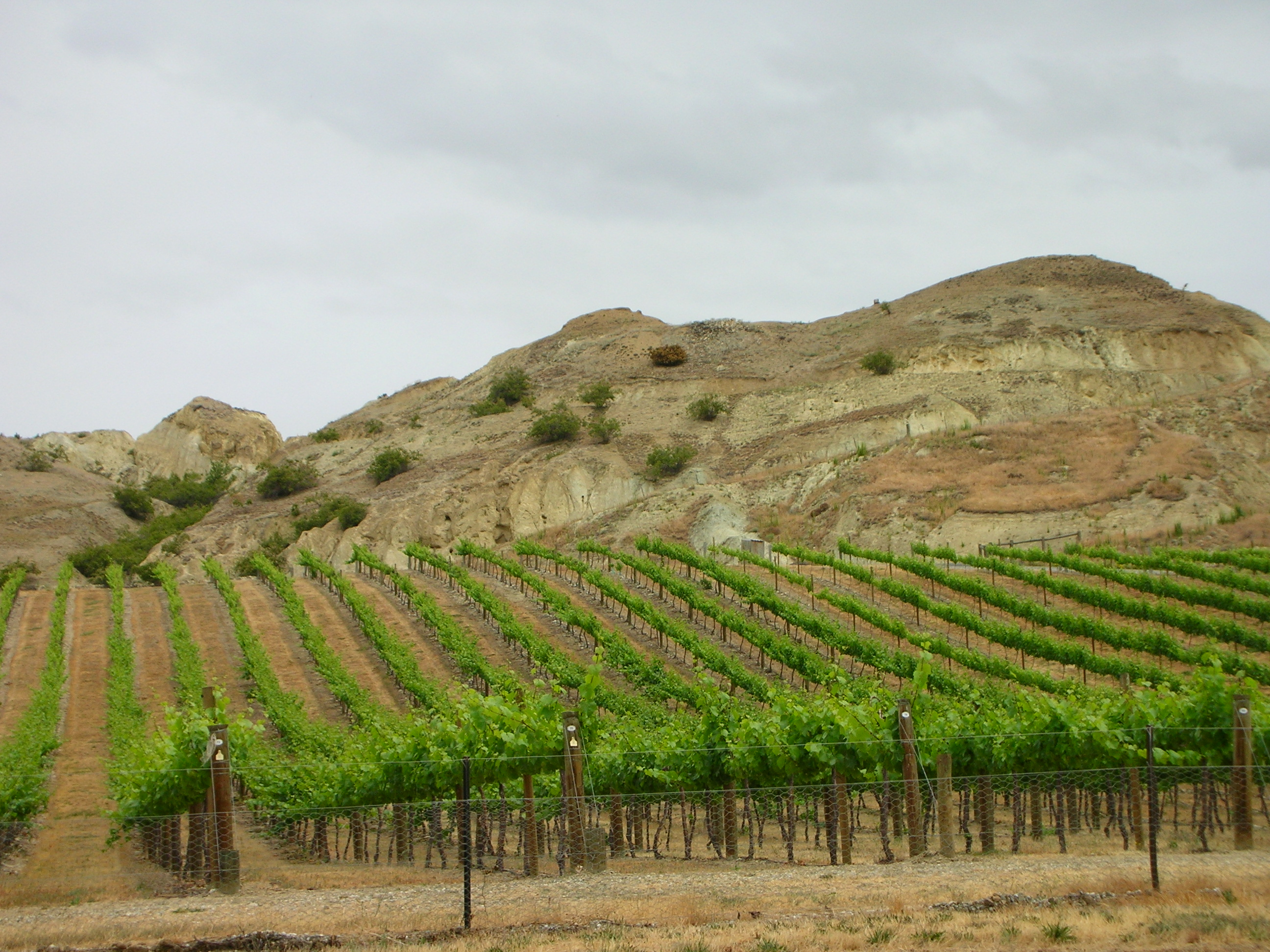
Weinanbau in Central Otago – Neuseeland, Südinsel

Die neuseeländischen Chardonnays weisen mehr natürliche Säure auf als die Weine aus Australien. 2016 lag die bestockte Rebfläche bei kaum noch steigender Tendenz bei 3.117 ha. 2007 lag die Rebfläche noch bei 3.802 ha.

### Österreich
In der Steiermark, also in den Weinbaugebieten Südsteiermark, Weststeiermark und Vulkanland Steiermark, wird der Chardonnay traditionell auch als „Morillon“ bezeichnet. 2016 waren in Österreich 1.577 ha mit Chardonnay bestockt, das entspricht einem Anteil von 5,2 % der gesamten Weißweinanbaufläche. Damit befindet sich der Chardonnay nach dem Grünen Veltliner (47,1 %), Welschriesling (10,1 %), Riesling (6,6 %), Pinot Blanc (6,3 %) und dem Müller-Thurgau (5,8 %) auf Platz 6 der Weißweinrebsorten.

| Anbaugebiet         | Fläche in ha |
| Österreich          | 1.576        |
| Niederösterreich    | 603,6        |
| Burgenland          | 599,8        |
| Steiermark          | 316,8        |
| Wien                | 40,2         |
| Übrige Bundesländer | 16,2         |

### Deutschland
In Deutschland waren 2016 1.485 ha (=1,7 % der deutschen Rebfläche) mit der Rebsorte Chardonnay bestockt – 2006 gab es 1087 ha und 1999 nur 531 ha. Die Rebsorte ist seit 1994 vom Bundessortenamt zugelassen.

| Anbaugebiet          | Fläche in ha | Anteil in % |
| Deutschland          | 1.764        | 1,7         |
| Rheinland-Pfalz      | 1.439        | 2,2         |
| Pfalz                | 670          | 2,8         |
| Rheinhessen          | 657          | 2,5         |
| Nahe                 | 54           | 1,3         |
| Mosel                | 55           | 0,6         |
| Mittelrhein          | 2            |             |
| Ahr                  | 1            |             |
| Baden-Württemberg    | 281          |             |
| Württemberg          | 66           |             |
| Baden                | 217          |             |
| Hessen               | 20           |             |
| Hessische Bergstraße | 4            |             |
| Rheingau             | 16           |             |
| Bayern (Franken)     | 17           |             |
| Sachsen-Anhalt       | 2            |             |
| Sachsen              | 1            |             |
| Thüringen            | 1            |             |
| Saarland             | 2            |             |

### Slowenien
Die Anbaufläche in Slowenien betrug im 2016 etwa 1208 ha.

### Schweiz

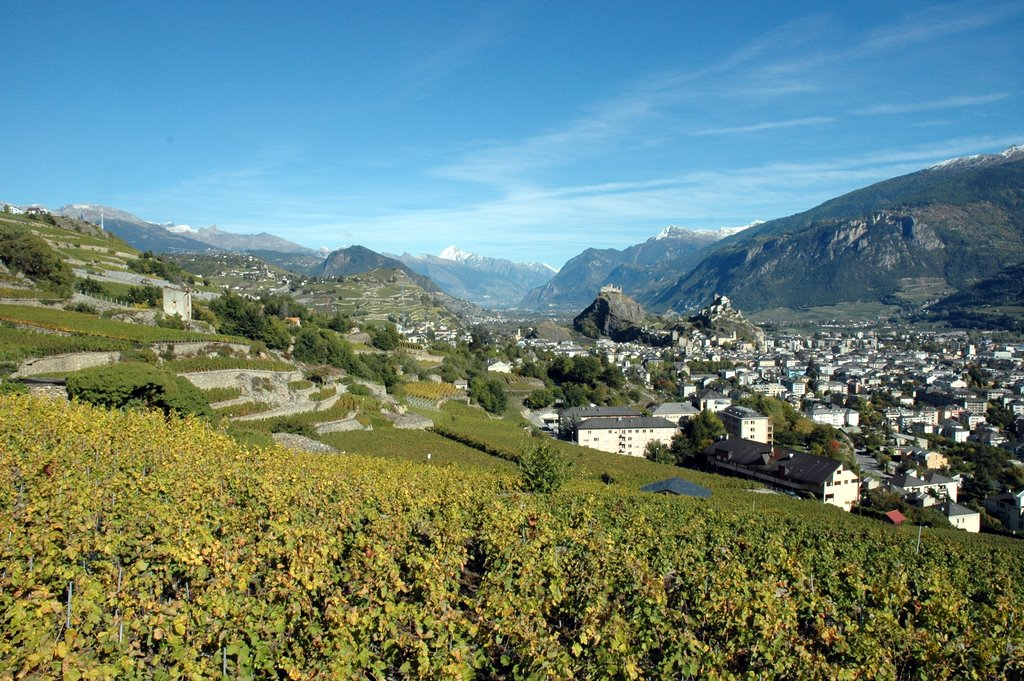
Rebhänge bei Sitten im Kanton Wallis

In der Schweiz wird der Chardonnay überwiegend im Kanton Wallis, im Waadtland sowie im Tessin kultiviert. Die bestockte Rebfläche beträgt 359 Hektar (Stand: 2016).

## Synonyme
Es sind 179 Synonyme für Chardonnay bekannt: Aligote, Arboisier, Arnaison, Arnaison Blanc, Arnoison, Aubain, Aubaine, Auvergnat, Auvergnat Blanc, Auvernas, Auvernas Blanc, Auvernat, Auvernat Blanc, Auxeras, Auxerras Blanc, Auxerrois, Auxerrois Blanc, Auxois, Auxois Blanc, Bargeois Blanc, Bearnais, Beaunois, Biela Klevanjika, Blanc Daune, Blanc de Bonne Nature, Blanc de Champagne, Blanc de Cramant, Blanca del Pais, Bon Blanc, Breisgauer, Breisgauer Suessling, Breisgauer Sussling, Burgunder Weisser, Burgundi Feher, Chablis, Chardenai, Chardenay, Chardenet, Chardennet, Chardennet de Chablis, Chardennet de Pouilly, Chardonais, Chardonay, Chardonet, Chardoney, Chardonnay, Chardonnay Bijeli, Chardonnet, Chatenait, Chatey Petit, Chatte, Chaudenay, Chaudenet, Chaudent, Claevner, Clevner, Cravner, D'Arnoison, D'Auvernat Blanc, D'Epintte, Dannerie, Epinette, Epinette Blanc, Epinette Blanche, Epinette de Champagne, Ericey, Ericey Blanc, Feher Chardonnay, Feherburgundi, Feinburgunder, Fin Plant Dore, Gamay Blanc, Gelber Schimber, Gelber Schimper, Gelber Weissburgunder, Gentil Blanc, Greco, Gros Blanc, Grosse Bourgogne, Gruenedel, Klawner, Kleinedel, Kleiner Heinsch, Klevanjka Biela, Klevner, Klingelberger Grosser, Klöwner, Kurzstieliger Champagner, Luisant, Luiza, Luizannais, Luizant, Luzannois, Maconnais, Maurillon Blanc, Melan, Melier, Melon, Melon A Queue Rouge, Melon Blanc, Melon d'Arbois, Melon du Jura, Melon Gros Vert, Melon Queue de Gouri, Meunier Blanc, Moreau Blanc, Moreote Blanche, Morillon Blanc, Moulan, Moulon, Muscadet, Noiren Blanc, Noirien Blanc, Noirien Blanc Chardonnay, Obaideh, Petit Chantey, Petit Chatey, Petit Sainte-Marie, Petite Sainte Marie, Pineau Blanc, Pineau Blanc Chardonnay, Pino Plan Shardone, Pino Sardone, Pino Shardone, Pinot Bianco Chardonnay, Pinot Blanc Chardonnay, Pinot Chardonnay, Plant de Breze, Plant de Tonnerre, Plant Dore, Plant Dore Blanc, Plant Dore de Champagne, Rolaenner, Romere, Romeret, Rouci Bile, Rousseau, Roussette, Roussot, Rulander, Rulander Weiss, Rulenner, Sainte Marie Petite, Sardone, Savignien Blanc, Shardone, Shardonne, Spaeter Weisser Burgunder, Suessling, Trappler, Veis Edler, Veiser Klevner, Vitis Aurelianensis Acinis Albis, Wais Edler, Weiss Arbs, Weiss Clevner, Weiss Cloevner, Weiss Edler, Weiss Klewner, Weiss Klöwner, Weiss Silber, Weissarbst, Weissarbst Rolander, Weissedler, Weisseklaevler, Weisser Burgunder, Weisser Claevner, Weisser Clevner, Weisser Klaevner, Weisser Kleinedel, Weisser Rohlaender, Weisser Rolander, Weisser Rulaender, Weisser Rulander, Weissgelber Claevner, Weissgelber Klevner, Weissklaevner, Weissklevner, Weissklävner.